# Algérie aux Jeux paralympiques d'été de 2016
L'Algérie participe aux Jeux paralympiques d'été de 2016 à Rio de Janeiro. Il s'agit de la septième participation de ce pays aux Jeux paralympiques d'été.

## Médaillés
| Médaille | Nom                    | Sport      | Événement                      |
| -------- | ---------------------- | ---------- | ------------------------------ |
| Or       | Abdellatif Baka        | Athlétisme | 1 500 m hommes T13             |
| Or       | Samir Nouioua (en)     | Athlétisme | 1 500 m hommes T46             |
| Or       | Nassima Saifi          | Athlétisme | Lancer de disque femmes F56/57 |
| Or       | Asmahan Boudjadar      | Athlétisme | Lancer de poids femmes F33     |
| Argent   | Mohamed Berrahal       | Athlétisme | 100 m hommes T51               |
| Argent   | Lahouari Bahlaz (en)   | Athlétisme | Lancer de poids hommes F32     |
| Argent   | Kamel Kardjena (en)    | Athlétisme | Lancer de poids hommes F33     |
| Argent   | Nassima Saifi          | Athlétisme | Lancer de poids femmes F56/57  |
| Argent   | Mounia Gasmi           | Athlétisme | Lancer de massue femmes F31/32 |
| Bronze   | Mohamed Fouad Hamoumou | Athlétisme | 400 m hommes T13               |
| Bronze   | Sofiane Hamdi (en)     | Athlétisme | 400 m hommes T37               |
| Bronze   | Madjid Djemai          | Athlétisme | 1 500 m hommes T37             |
| Bronze   | Nadia Medjemedj        | Athéltisme | Lancer de poids femmes F56/57  |
| Bronze   | Nadia Medjemedj        | Athlétisme | Lancer de javelot femmes F56   |
| Bronze   | Lynda Hamri            | Athlétisme | Saut en longueur femmes T12    |
| Bronze   | Chérine Abdellaoui     | Judo       | Moins de 52 kg femmes          |